# Icaro (quechua)

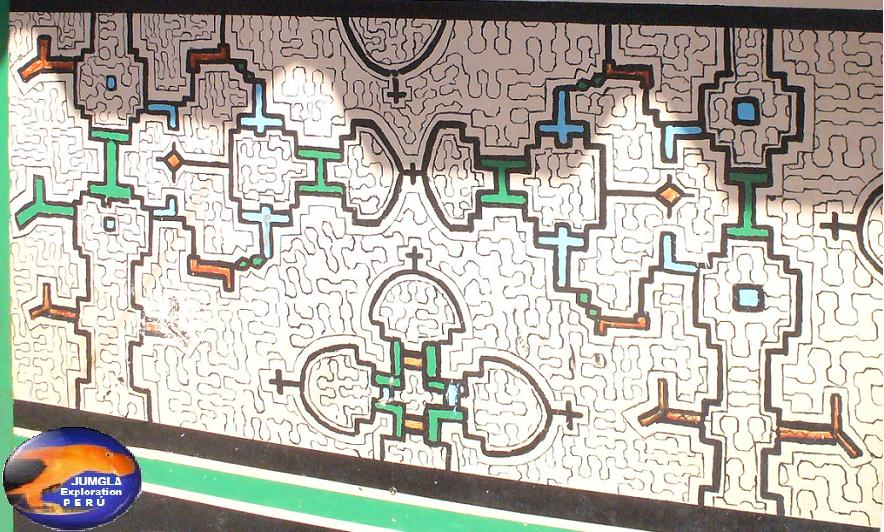
Modelli Kené su un murale.

Icaro (Quechua; ikaro) è un colloquialismo indigeno sudamericano per indicare una canzone magica. Oggi, questo termine è comunemente usato per descrivere le canzoni di medicina eseguite nelle cerimonie vegetaliste, specialmente dagli sciamani nelle cerimonie ayahuasca per indurre uno stato profondo di guarigione, consapevolezza o stupore. È anche comunemente usato per descrivere un modello artigianale tradizionale della tribù Shipibo basato sulle visioni indotte dall'ayahuasca.

## Etimologia
Si ritiene che la parola icaro derivi dal verbo quechua ikaray, che significa "soffiare il fumo per guarire".

## Nelle cerimonie di guarigione

### Canzoni medicinali

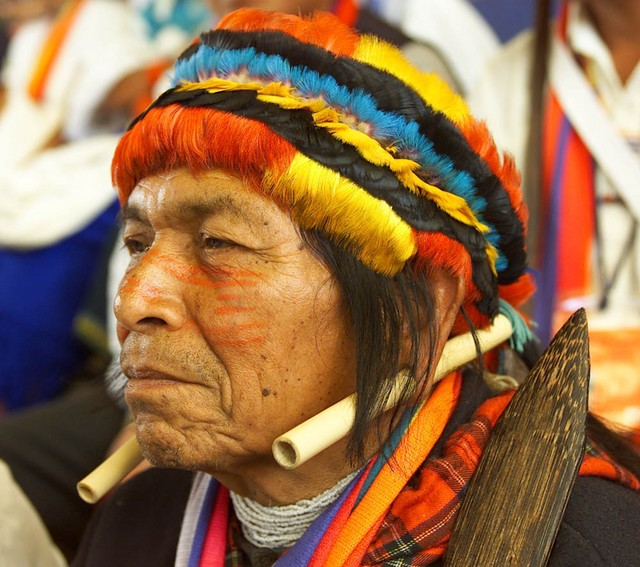
Sciamano amazzone.

Icaro è comunemente usato per descrivere le canzoni curative usate dagli sciamani nelle cerimonie di guarigione, come quelle tradizionali con la bevanda psichedelica ayahuasca. Tradizionalmente, queste canzoni possono essere eseguite fischiando, cantando con la voce o con versi, o suonando uno strumento come il didgeridoo o il flauto, e di solito coinvolgono una padronanza di tecniche avanzate per evocare gli effetti curativi.
Tradizionalmente, un icaro può essere creato da uno sciamano durante una cerimonia, o essere tramandato da precedenti lignaggi di guaritori, o giungere a sciamano durante una "dieta" in cui si crede che gli spiriti delle piante insegnino direttamente degli icaro allo sciamano. Il canto o il fischio degli icaro è talvolta accompagnato da un chakapa, un sonaglio di foglie impacchettate. A causa della complessità di alcune tecniche di esecuzione, potrebbero essere necessari molti anni per imparare alcuni icaro e gli sciamani esperti potrebbero essere in grado di recitarne centinaia.

### Altre pratiche di guarigione
La parola icaro può essere usata per altre azioni rituali eseguite da un guaritore durante una cerimonia.
Nelle cerimonie ayahuasca degli Iquitos, in Perù, con la parola icaro ci si può riferire a uno dei seguenti:
- Scuotere un chakapa ad un ritmo costante
- Scuotere un chakapa in diversi angoli della stanza
- Fumare mapacho
- Effetti sonori con la bocca di vento o aria in rapido movimento

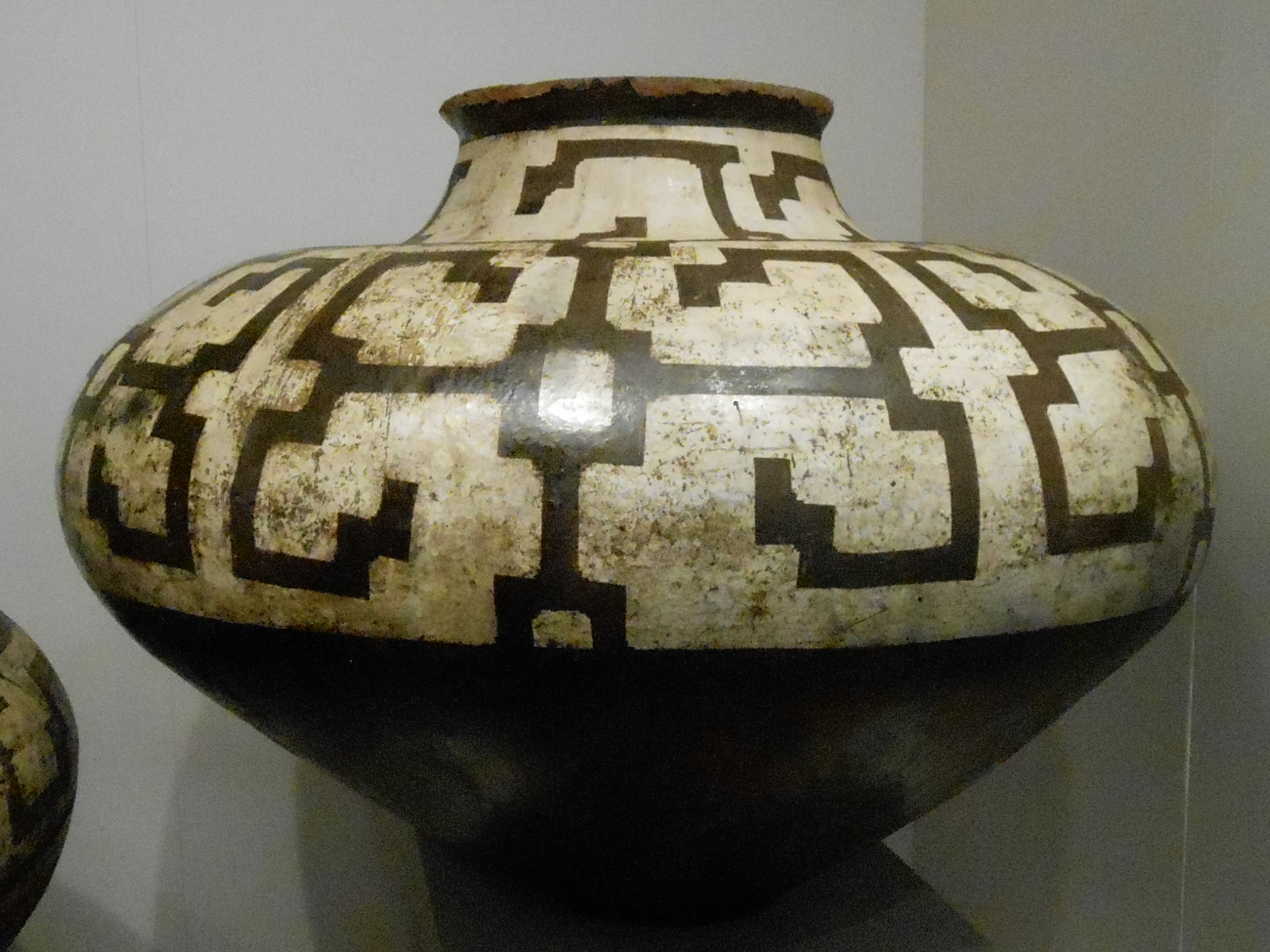
Modello su un vaso artigianale Shipibo.

- Spurgo di suoni e manierismi
- Inviti di spiriti o forze
- Parlare ipnotico